# راي زهاب
ريموند زهاب، الحاصل على صليب الجدارة (ولد عام 1969) عداء مسافات طويلة كندي ومتحدث تحفيزي. شارك في العديد من المسابقات في مختلف البلدان بما في ذلك القطب الجنوبي وسيبيريا وصحراء أتاكاما في تشيلي. عبر الصحراء مع تشارلي إنجل (من الولايات المتحدة الأمريكية) وكيفن لين (من تايوان).

## في الثقافة الشعبية
قام زهاب ببطولة الفيلم الوثائقي «الجري في الصحراء» عام 2007، رواه وانتجه مات ديمون وإخراج الحائز على جائزة الأوسكار جيمس مول. يصور الفيلم رحلة ثلاثة رجال أثناء ركضهم في الصحراء الكبرى والتي استغرقت 111 يوما وأكثر من 4300 ميل من التضاريس الصعبة.

## النتائج
مسيرة جوبي عام 2006- المركز الأول
سباق الصحراء عام 2005- المركز الأول
التحدي الليبي عام 2006- المركز الأول
مسيرة بادوتر
ماراثون ديس سابل 2005- المركز الرابع والعشرين
مسيرة 333 عام 2004- المركز الثالث
مارثون الغابة الفردي عام 2004- المركز الثامن
ماراثون الغابة الفريق عام 2004- المركز الأول
ماراثون الرمال عام 2004- المركز السابع والأربعين
مسيرة القطب الشمالي عام 2004- المركز الأول

## المؤلفات
قام زهاب بتأليف أكثر من كتاب مثل:
- الجري من أجل حياتي: مغامرة راي زهاب على الطريق الوعر- ردمك:

غير مشاركته في تأليف كتابين:
- الجري إلى الهاوية: مارثون راي زهاب المدهش- مع ستيف بيت.
- مجرد صحراء- مع اريك والترز.

## التكريم
حصل زهاب في عام 2015 على صليب الجدارة.

## وصلات خارجية
- راي زهاب على موقع IMDb (الإنجليزية)

- الموقع الرسمي لراي زهاب.
- موقع المستحيل إلى ممكن.
- موقع الجري في الصحراء.
- راي زهاب- قاعدة بيانات الأفلام على الإنترنت.
- راي زهاب- مؤتمر تيد.